# Kétegyháza
Kétegyháza (rumänisch Chitighaz) ist eine ungarische Großgemeinde im Kreis Gyula im Komitat Békés.

## Geografische Lage
Kétegyháza liegt gut zehn Kilometer südlich der Stadt Békéscsaba und ungefähr fünf Kilometer westlich der Grenze zu Rumänien. Nachbargemeinden sind Elek, Medgyesegyháza und Gyula.

## Söhne und Töchter der Gemeinde
- Sándor Márki (1853–1925), Historiker und Hochschullehrer
- István Mudin (1881–1918), Leichtathlet

## Sehenswürdigkeiten
- Museum zur Geschichte landwirtschaftlicher Maschinen (im Schloss)
- Römisch-katholische Kirche Szentháromság
- Römisch-katholische Friedhofskapelle Szent Kereszt
- Rumänisch-Orthodoxe Kirche Szent Mihály és Gábriel arkangyalok, erbaut 1779
- Rumänisches Heimatmuseum (Román tájház)
- Schloss Andrássy–Almásy (Andrássy–Almásy kastély)

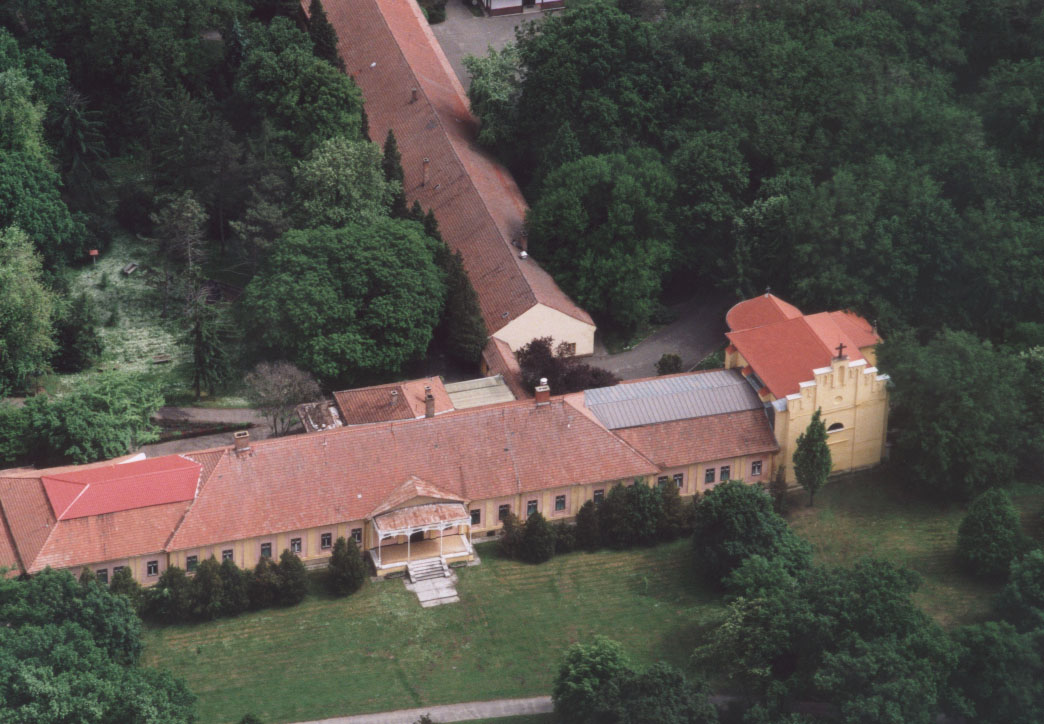
Schloss Andrássy–Almásy

## Verkehr
Durch Kétegyháza verlaufen die Landstraßen Nr. 4434 und Nr. 4435. Die Großgemeinde ist angebunden an die Eisenbahnstrecken von Budapest nach Timișoara und von Békéscsaba nach Mezőhegyes.